# 高龍普
高龍普（：／，？—1362年）是高麗王朝末期的一個宦官，入仕元。在一些史料中又寫作以龍鳳或龍卜。
《高麗史》記載，高龍普是煤場人，後入元朝，成為奇皇后的側近者，得到元順帝的寵愛，拜資政院使。高麗忠惠王亦封其為三重大匡、完山君。1343年，元順帝派遣高龍普至高麗，賜給忠惠王衣酒。一個多月後，元廷聽聞忠惠王荒淫無道，便假借頒郊赦詔之名，遣大卿朶赤、郎中別失哥來到高麗，計劃綁架忠惠王並將其廢黜。忠惠王本想託病不出，但高龍普卻說：「帝常谓王不敬，若不出迎，帝疑滋甚。」忠惠王被迫率百官出迎。朶赤踢翻忠惠王並將其綁了起來，忠惠王連忙呼救，高龍普叱之。
朶赤將忠惠王綁架到元朝後，命令高龍普暫時管理高麗朝政。高龍普派人逮捕朴良衍、林信、崔安義、金善、莊承信等忠惠王的侍從群小入獄，宋明理、趙成柱、尹元祐、姜贊歷來與高龍普親近，便赦免了他們。隨後，與征東行省省官奇轍等人封閉了內帑，前往元朝。
忠穆王繼位後，賜高龍普十二字功臣之號。元朝的御史臺上書彈劾，稱高龍普仗著被寵倖四處作威作福、收受賄賂、家中金帛如山，將其比作漢朝的曹節、侯覽以及唐朝的仇士良、楊復恭，請求誅殺他。元順帝便將其流放到了金剛山，但不久就召其歸國。
恭愍王元年（1352年），判三司事趙日新發動叛亂。高龍普逃匿，得以免死，去伽倻山海印寺出家為僧。恭愍王遣御史中丞鄭之祥斬之。